# Verka Alexieva
Verka Alexieva (en búlgaro: Верка Алексиева, 24 de septiembre de 1943) es una deportista búlgara que compitió en remo. Ganó una medalla de plata en el Campeonato Mundial de Remo de 1975 y una medalla de bronce en el Campeonato Europeo de Remo de 1967.

## Palmarés internacional
| Campeonato Mundial | Campeonato Mundial       | Campeonato Mundial | Campeonato Mundial       |
| Año                | Lugar                    | Medalla            | Prueba                   |
| ------------------ | ------------------------ | ------------------ | ------------------------ |
| 1975               | Nottingham (Reino Unido) | Medalla de plata   | Cuatro scull con timonel |
| Campeonato Europeo |                          |                    |                          |
| Año                | Lugar                    | Medalla            | Prueba                   |
| 1967               | Vichy (Francia)          | Medalla de bronce  | Cuatro scull con timonel |